# Teatrógrafo

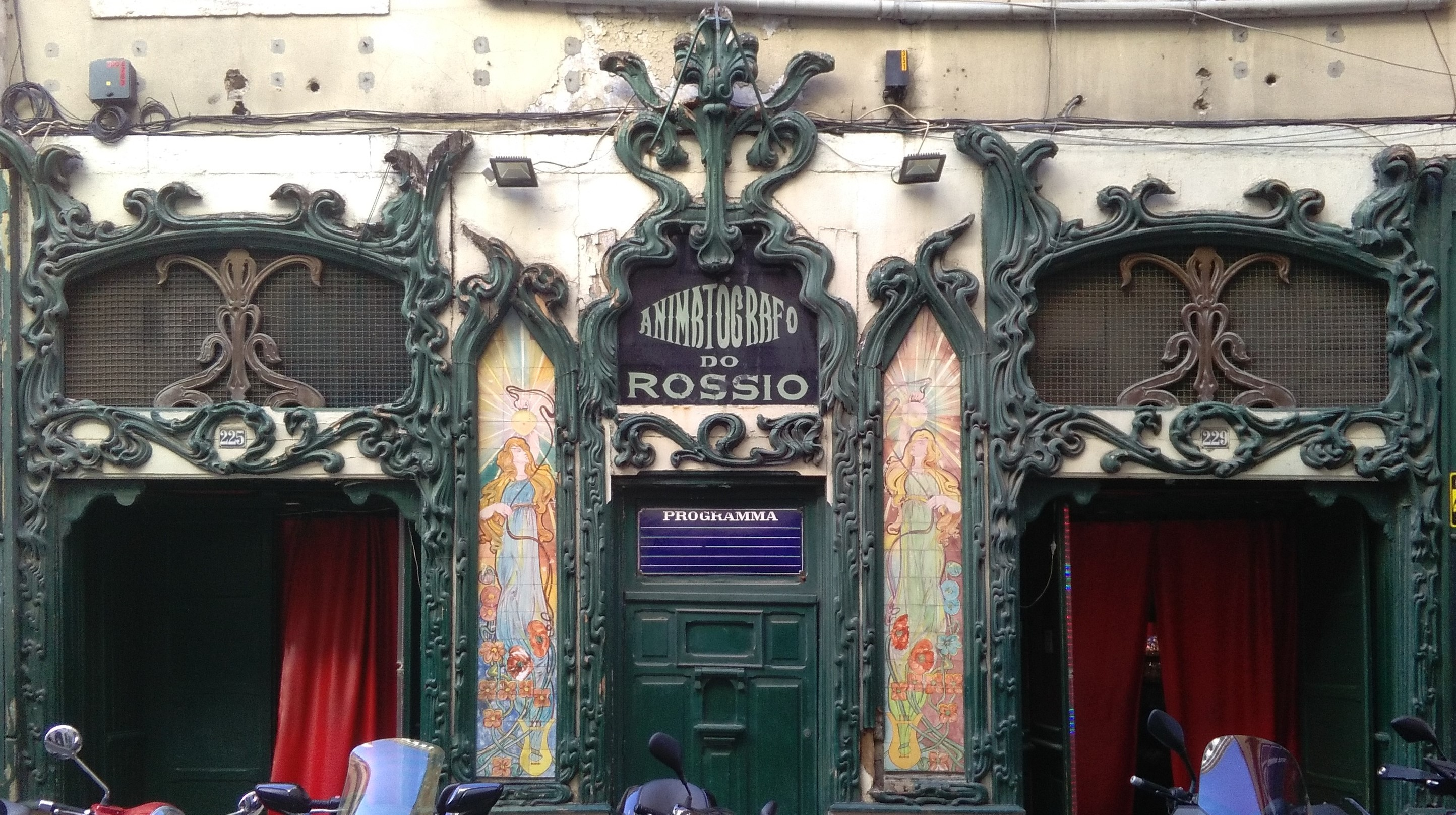
Animatógrafo do Rossio, Lisboa

Teatrógrafo (ou animatógrafo – animatographo) é um neologismo decorrente do inglês Theatrograph, que designa um projector de cinema fabricado por Robert William Paul em 1896. O teatrógrafo e o vitascópio (vitascope) de Thomas Edison eram os projectores mais vendidos em todo o mundo no final da primeira década do séc. XX.
O termo animatógrafo é incorrectamente usado quando se refere ao cinematógrafo, invento explorado pelos irmãos Lumière, aparelho que viu a luz do dia pouco antes nesse mesmo ano. Era máquina de filmar, de revelar e de projectar filmes. O teatrógrafo (animatógrafo) e o vitascópio eram simples projectores.
Animatógrafo foi a designação introduzida por Edwin Rousby, agente comercial de William Paul nas suas digressões em Portugal para a apresentação do teatrógrafo, em 1896. Na segunda digressão, Rousby apresenta uma versão melhorada do aparelho, a que chama Animatógrafo Colossal. O termo vulgarizou-se em Portugal pela circunstância de as primeiras salas de projecção de filmes se intitularem “animatographo”.
Noutras línguas, como o inglês animatograph ou o francês animatographe,  o termo não aparece associado ao aparelho de William Paul. O uso português da palavra permite que ela seja por vezes entendida como cinematógrafo.